# Kemal Yalçın
Kemal Yalçın (* 1952 in Denizli, Türkei) ist ein zweisprachig veröffentlichender deutsch-türkischer Schriftsteller, der mehrfach ausgezeichnet wurde.
Der in der Türkei ausgebildete Lehrer und studierte Philosoph war Herausgeber der Zeitung Halkin Yolu (dt.: Weg des Volkes), bis er 1981 aus politischen Gründen nach Deutschland flüchten musste. Heute arbeitet er als Lehrer in Bochum. Er war zeitweise auch Lehrbeauftragter im Fachbereich Türkisch an der Universität Essen.
Aus der Autorengruppe um das Literaturcafé Fakir Baykurt stammend hat er neben Lyrik auch Romane – oft mit dokumentarischem Anspruch – geschrieben. Für Bücher wie Seninle Güler Yüregim / Mit dir lacht mein Herz (2002), das den Völkermord an den Armeniern 1915 in der Türkei anhand umfangreicher Recherchen aufzuarbeiten sucht, erhielt der Autor internationale Aufmerksamkeit. Für Kinder schrieb er zum Beispiel das Buch Als mein Opa nach Deutschland kam (2006).

## Preise
- Erster Preis beim Lyrikwettbewerb der Pertol-İş (1991)
- Erster Preis Lyrikwettbewerb der Multikulturellen Gesellschaft in Köln (1996)
- Griechisch-Türkischer Friedenspreis 1998
- Preis des türkischen Ministeriums für Kultur (1998)
- Abdi Ipekci Sonderpreis für Freundschaft und Frieden (1998)
- Preis für türkisch-griechische Freundschaft und Frieden (1999)
- Ehrenpreis des Vereins der Kunstfreunde von Denizli/Türkei (1999)